# Raffaele Scapinelli di Leguigno

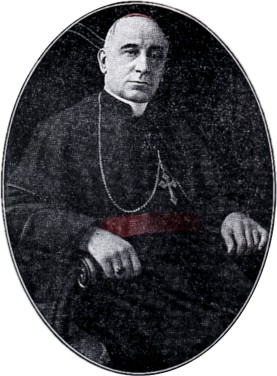
Kardinal Scapinelli

Raffaele Kardinal Scapinelli Di Leguigno (* 25. April 1858 in Modena, Italien; † 16. September 1933 in Forte dei Marmi, Provinz Lucca) war ein Kurienkardinal der römisch-katholischen Kirche.

## Leben
Raffaele Scapinelli Di Leguigno studierte die Fächer Katholische Theologie und Philosophie im Priesterseminar von Reggio nell’Emilia sowie in Rom. Er promovierte sowohl in Kanonischem Recht als auch in Zivilrecht und empfing im Jahre 1884 das Sakrament der Priesterweihe. Nach weiterführenden Studien wurde er 1887 Professor für Kanonisches Recht am Priesterseminar von Reggio nell’Emilia, 1889 trat er in die Dienste des Staatssekretariates. Von 1891 bis 1894 arbeitete er als Sekretär für die Apostolische Nuntiatur in Portugal, von 1894 bis 1905 nahm er verschiedene Aufgaben bei der Apostolischen Nuntiatur in den Niederlanden wahr. 1905 erhielt er die Ernennung zum Apostolischen Protonotar und zum Sekretär der Kommission für die Kodifizierung des Kanonischen Rechts, 1908 wurde ihm die gleiche Aufgabe in der Kurialabteilung für Außerordentliche Kirchliche Angelegenheiten übertragen. Darüber hinaus wirkte er als Berater des Heiligen Offiziums und der Konsistorialkongregation.
1912 ernannte ihn Papst Pius X. zum Titularerzbischof von Laodicea ad Libanum und bestellte ihn zum Apostolischen Nuntius in Österreich-Ungarn. Die Bischofsweihe empfing Raffaele Scapinelli Di Leguigno durch Kardinal Rafael Merry del Val y Zulueta; Mitkonsekratoren waren Vittorio Amedeo Ranuzzi de’ Bianchi und Agostino Zampini. Papst Benedikt XV. nahm ihn am 6. Dezember 1915 als Kardinalpriester mit der Titelkirche San Girolamo dei Croati (degli Schiavoni) in das Kardinalskollegium auf und ernannte ihn 1918 zum Kardinalpräfekten der Religiosenkongregation. Von 1930 bis zu seinem Tode leitete der die Apostolische Datarie.
Raffaele Scapinelli Di Leguigno starb am 16. September 1933 in Forte dei Marmi und wurde auf dem Friedhof Campo Verano in Rom beigesetzt.